# Horizonte
O horizonte (do grego antigo ὁρίζων -οντος, de ὁρίζω "limitar") é definido como a linha aparente ao longo da qual, em lugares abertos e planos, observamos que o céu parece tocar a terra ou o mar. Pela definição, pode se considerá-lo mesmo em áreas não planas, embora não se possa observar. Na situação ideal - a pessoa está em pé, na praia, e ao nível do mar - uma pessoa de 1,80 metro de altura enxergará o horizonte a uma distância de cerca de 4,8 quilômetros. A partir deste ponto, o objecto estará "atrás" do horizonte.

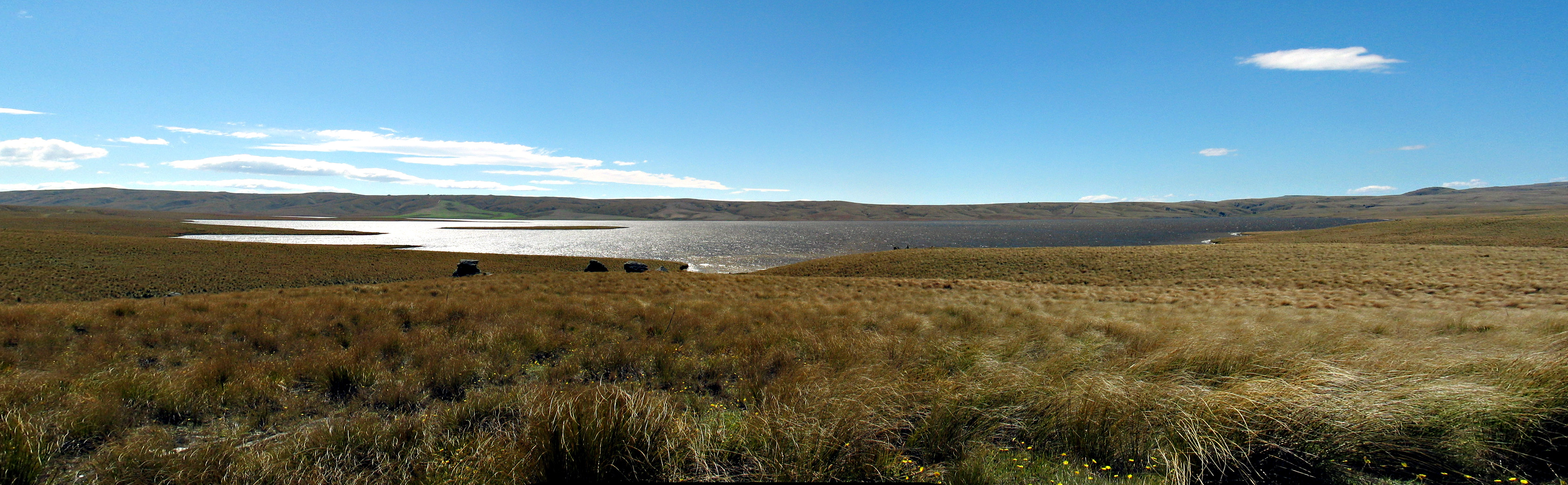
A linha do horizonte

## Distância ao horizonte
Ignorando o efeito da refração atmosférica, a distância ao horizonte verdadeiro de um observador próximo à superfície da Terra é de cerca de
{\displaystyle d\approx {\sqrt {2\,h\,R}}\,,}
onde h é a altura acima do nível do mar e R o raio terrestre.
Quando d é medido em quilômetros e h em metros, a distância é
{\displaystyle d\approx 3.57{\sqrt {h}}\,,}
onde a constante 3,57 tem unidades de km/m½.
Quando d é medido em "milhas terrestres" de 5 280 pés (1 609,344 m) e h em pés, a distância é:
{\displaystyle d\approx {\sqrt {1.5h}}\approx 1.22{\sqrt {h}}\,.}
onde a constante 1,22 tem unidades de mi/ft½.
Nesta equação, assume-se que a superfície da Terra é perfeitamente esférica, com r igual a cerca de 6 371 km (3 959 milhas).